# Falls Church
Falls Church é uma cidade independente localizada no Estado americano de Virgínia. A sua área é de 5,2 km², sua população é de 10 377 habitantes, e sua densidade populacional é de 2 013,4 hab/km² (segundo o censo americano de 2000). A cidade foi fundada em 1875. Faz parte da região metropolitana de Washington, DC.

## Economia
Em 2011, Falls Church foi reconhecido como o condado com a maior renda mediana familiar per capita nos Estados Unidos, $113,313.
As corporações militares General Dynamics e Northrop Grumman possuem seus quartéis generais em Falls Church. Outras corporações baseadas no local incluem a DynCorp, ENSCO, Inc., e Computer Sciences Corporation.